# Heringsdorf (Meklemburgia-Pomorze Przednie)
Heringsdorf (pol. hist. Cieszęcin, Przytulnica), Ostseebad Heringsdorf – miejscowość i gmina w Niemczech w kraju związkowym Meklemburgia-Pomorze Przednie, w powiecie Vorpommern-Greifswald, położona na wyspie Uznam.
Obejmuje dzielnice: Ahlbeck, Bansin, Heringsdorf, jak również Gothen, Bansin-Dorf, Neu-Sallenthin, Alt-Sallenthin i Sellin.
Gmina leży we wschodniej części wyspy i graniczy z polskim miastem Świnoujście. W pobliżu znajduje się port lotniczy Heringsdorf.

## Historia
Przed utworzeniem kurortu miejscowość miała charakter niewielkiej kolonii rybackiej należącej do rodu von Bülow. 4 czerwca 1879 cesarz Wilhelm I podpisał dekret nadający Heringsdorfowi tytuł Seebad. W II połowie XIX wieku berliński bankier Hugo Delbrück założył Spółkę akcyjną Seebad Heringsdorf, co doprowadziło do przyspieszenia rozwoju kurortu.
W okresie Republiki Weimarskiej w Heringsdorfie wypoczywali m.in. Maksim Gorki czy Fiodor Szalapin, wydaleni po dojściu do władzy nazistów.
Po wywłaszczeniach z początku lat 50. dawną willę cesarską przekształcono w dom wakacyjny dla najwyższych urzędników, a pensjonat Weißes Schloss stał się szkołą partyjną oraz domem wypoczynkowym dla członków Socjalistycznej Partii Jedności Niemiec. Po upadku NRD budynki te sprywatyzowano.
W 2006 gminy Bansin, Heringsdorf i Ahlbeck połączyły się w gminę Dreikaiserbadet, a w 2007 zmieniono jej nazwę na Heringsdorf. 

## Współpraca
Miejscowości partnerskie:
- Beckum
- Dżerba
- Folgaria
- Grodków
- La Celle-Saint-Cloud
- Świnoujście
- Tolkmicko

## Galeria

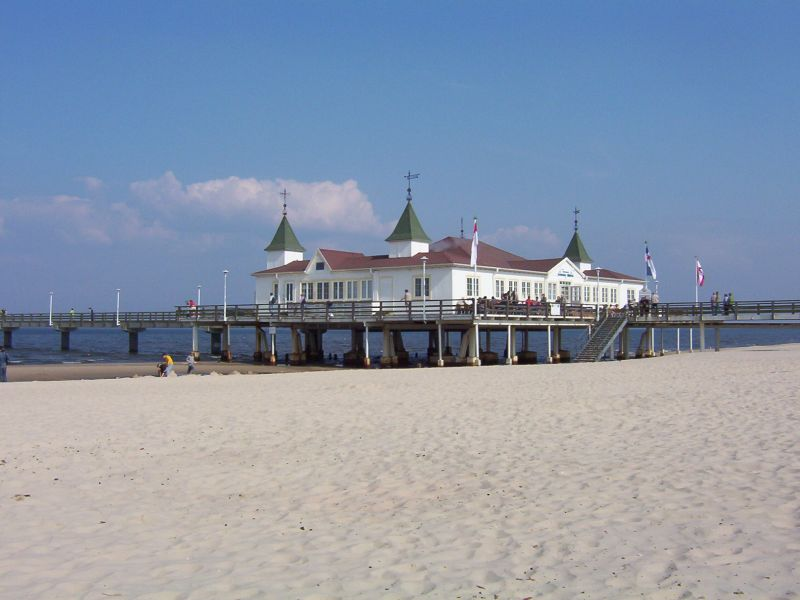
Molo w Ahlbecku
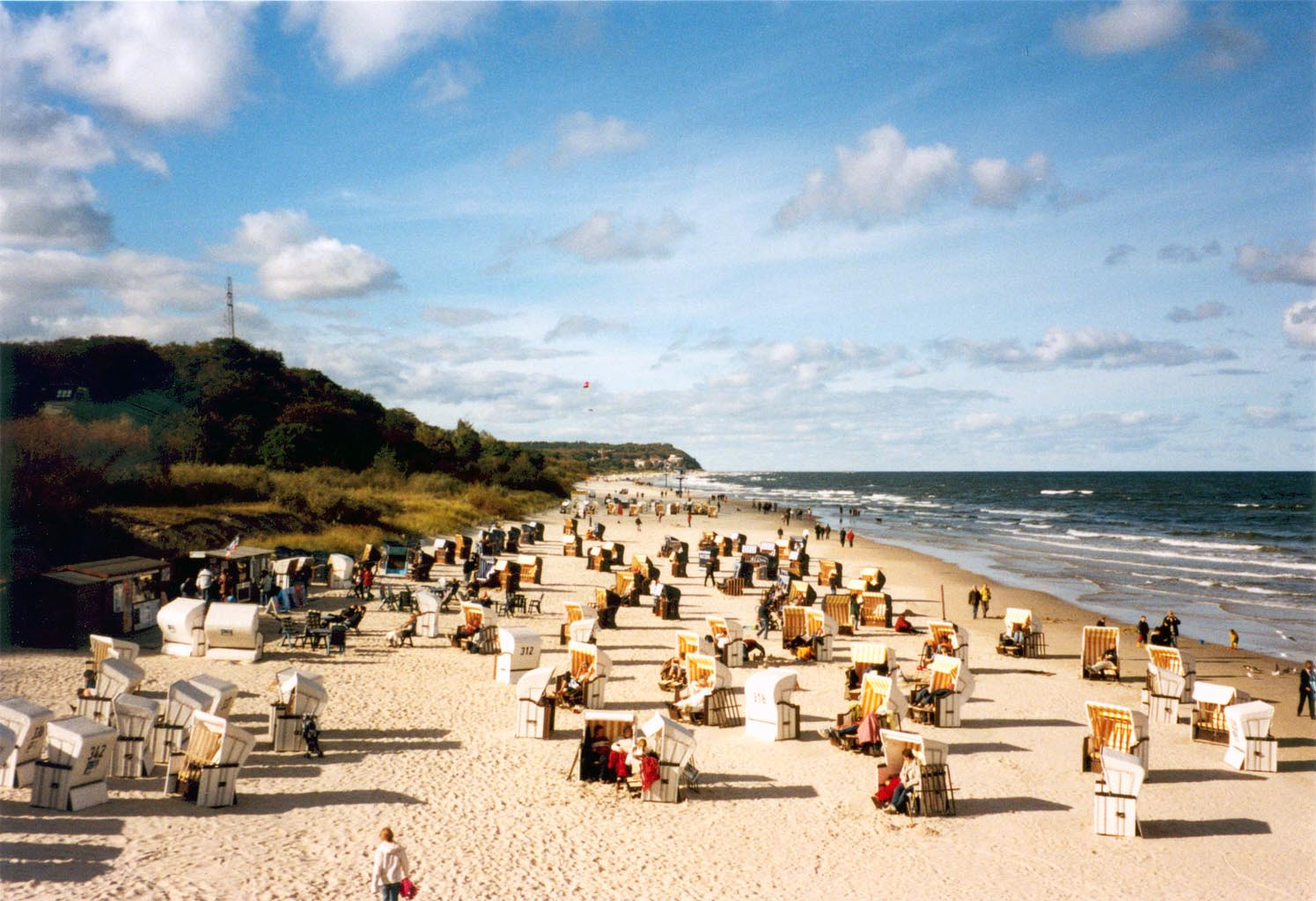
Plaża w Heringsdorfie
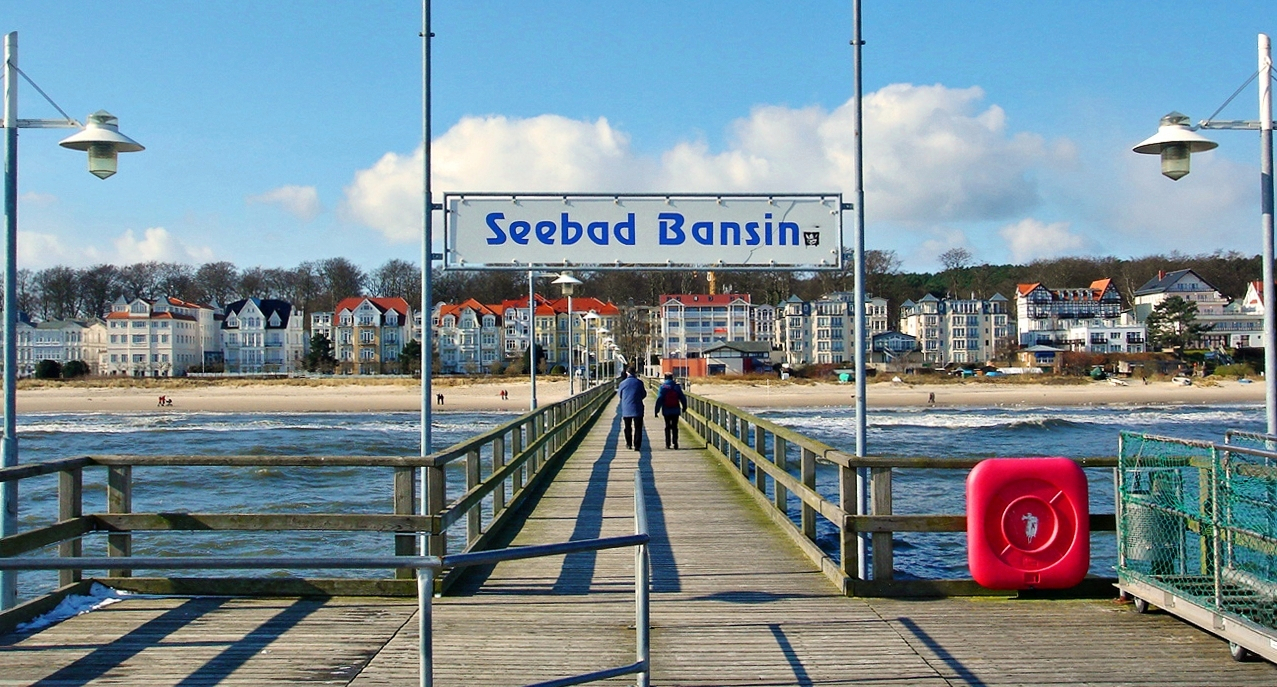
Bansin – promenada z molo
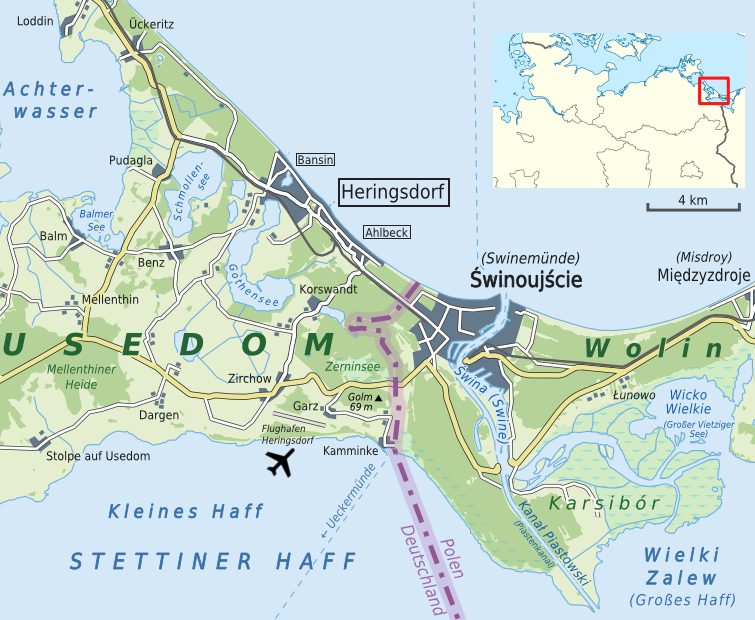
Mapa Heringsdorfu z nadmorskimi dzielnicami Ahlbeck i Bansin oraz sąsiednim Świnoujściem
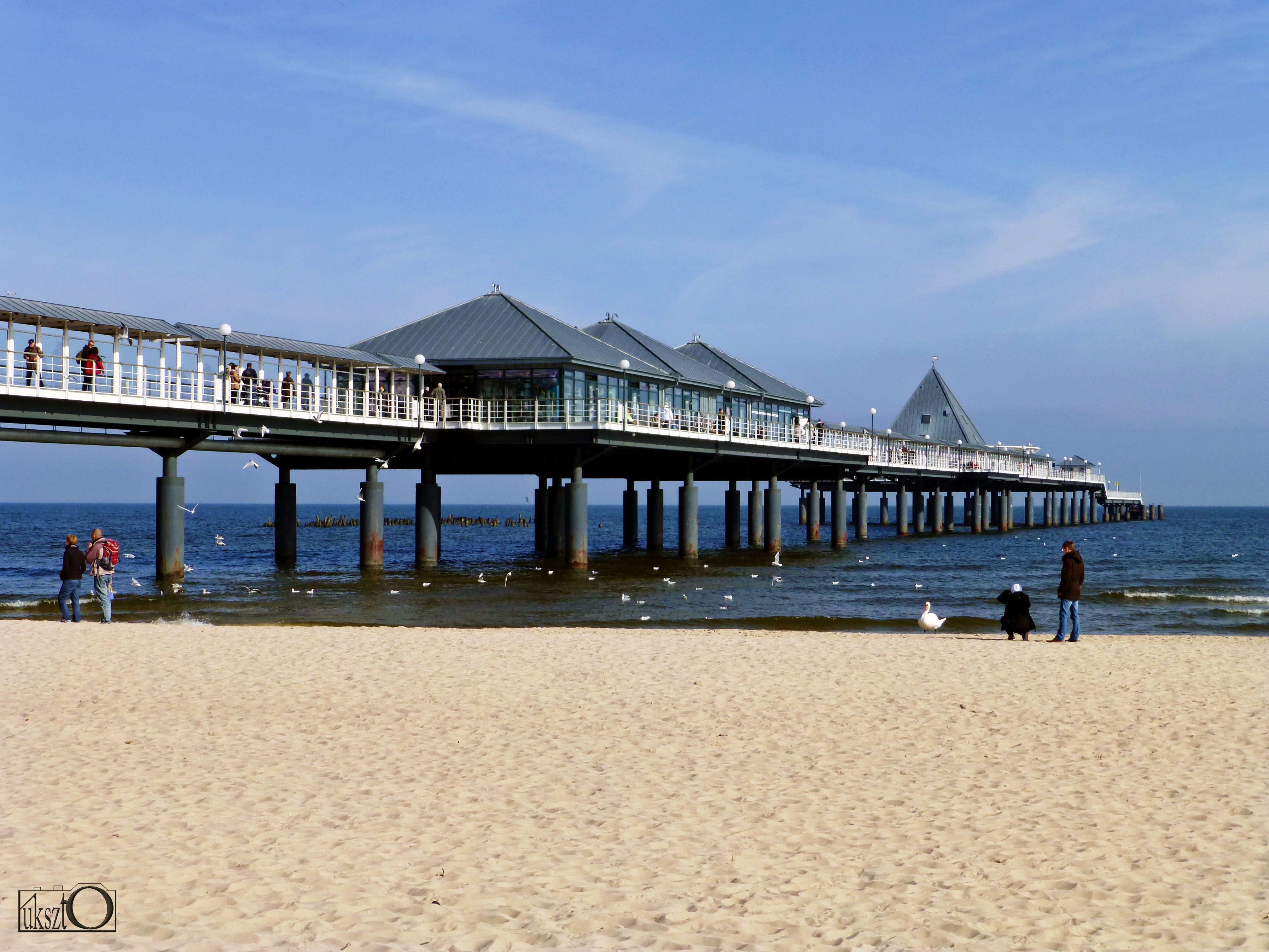
Molo w Heringsdorfie
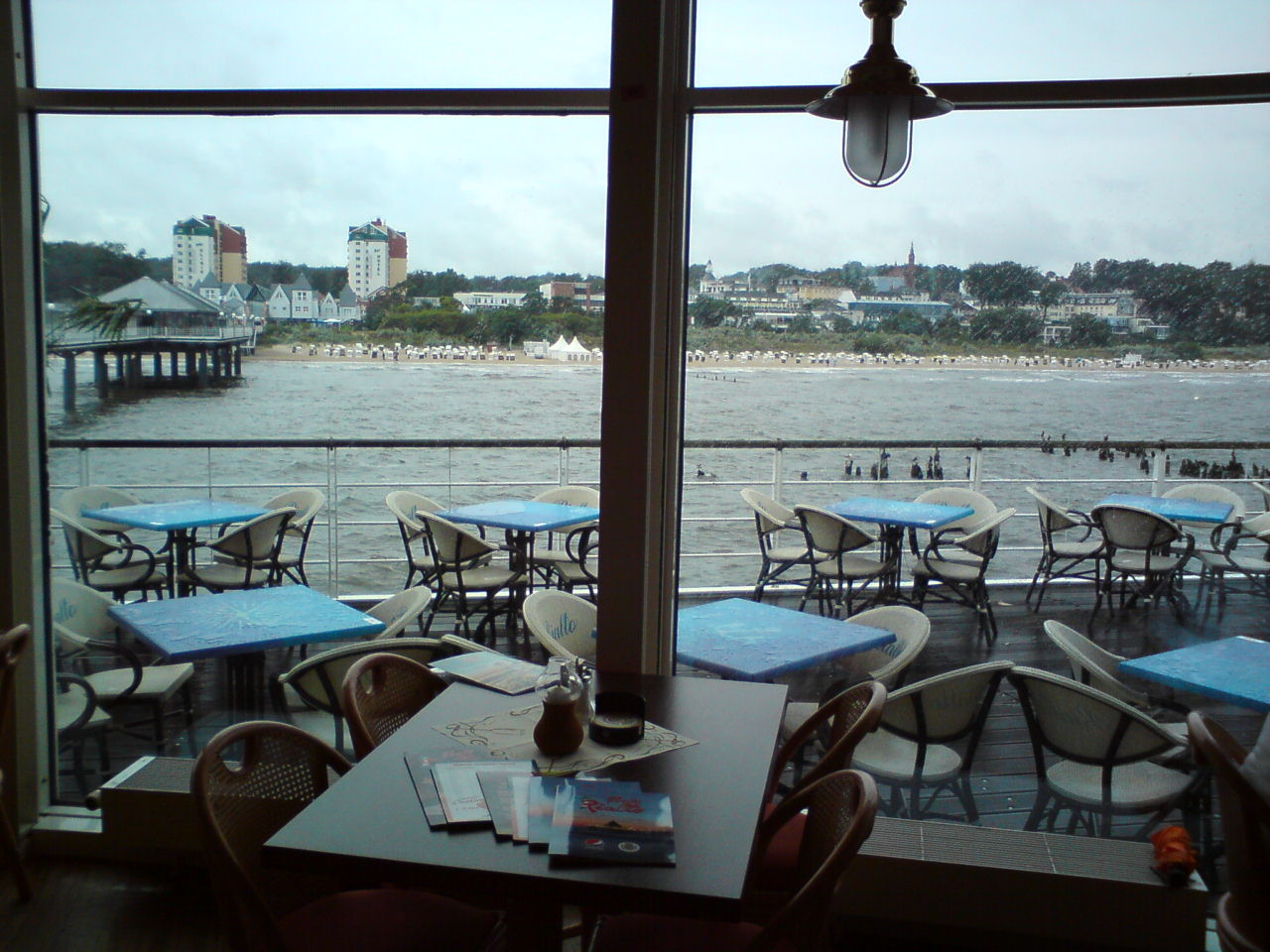
Heringsdorf – widok z restauracji na molo